# Bärbel Podeswa
Bärbel Podeswa (República Democrática Alemana, 8 de diciembre de 1946) fue una atleta alemana especializada en la prueba de 100 m vallas, en la que consiguió ser subcampeona europea en 1969.

## Carrera deportiva
En el Campeonato Europeo de Atletismo de 1969 ganó la medalla de plata en los 100 m vallas, corriéndolos en un tiempo de 13.68 segundos, llegando a meta tras la también alemana Karin Balzer (oro con 13.29 s) y por delante de la polaca Teresa Nowak (bronce con 13.77 s).